# Jasień (Ukraina)
Jasień – wieś na Ukrainie w rejonie rożniatowskim obwodu iwanofrankiwskiego; nad Łomnicą.
W II Rzeczypospolitej miejscowość była siedzibą gminy wiejskiej Jasień w powiecie kałuskim województwa stanisławowskiego. Wieś liczy 3563 mieszkańców.
We wsi urodził się Iwan Wahyłewycz – ksiądz greckokatolicki, ukraiński działacz "Ruskiej Trójcy", poeta-romantyk (pisał po ukraińsku i polsku), historyk, etnograf, folklorysta, tłumacz, od 1851 kustosz biblioteki Ossolineum.